# Стихотворения Владимира Маяковского (1922—1925)
Стихотворения Маяковского (1922—1925) — список стихотворений Владимира Владимировича Маяковского, созданных им с 1922 по 1925 год. Источником к созданию списка послужило третье издание полного собрания сочинений в тринадцати томах, в основу которого, в свою очередь, было положено десятитомное прижизненное собрание, восемь томов которого были подготовлены к печати самим поэтом. В отношении остальных произведений за основу принималась последняя прижизненная публикация.
В список входит 99 стихотворений.

## Стихотворения (1922—1925)
1. Прозаседавшиеся
2. Спросили раз меня: «Вы любите ли НЭП?» — «Люблю,- ответил я,- когда он не нелеп»
3. Сволочи
4. Бюрократиада
5. Выждем
6. Моя речь на Генуэзской конференции
7. Мой май
8. Как работает республика демократическая?
9. Баллада о доблестном Эмиле
10. Нате! Басня о «Крокодиле» и о подписной плате
11. Стих резкий о рулетке и железке
12. После изъятий
13. Германия
14. На цепь!
15. Товарищи! разрешите мне поделиться впечатлениями о Париже и о Монё
16. Пернатые
17. О поэтах
18. О «фиасках», «апогеях» и других неведомых вещах
19. На земле мир. Во человецех благоволение
20. Барабанная песня
21. Срочно. Телеграмма мусье Пуанкаре и Мильерану
22. Париж. (Разговорчики с Эйфелевой башней)
23. Давиду Штеренбергу — Владимир Маяковский
24. Газетный день
25. Когда голод грыз прошлое лето, что делала власть Советов?
26. Когда мы побеждали голодное лихо, что делал патриарх Тихон?
27. О патриархе Тихоне. Почему суд над милостью ихней?
28. Мы не верим!
29. Тресты
30. Строки охальные про вакханалии пасхальные
31. Крестьянин,- помни о 17-м апреля!
32. 17 апреля
33. Наше воскресенье
34. Весенний вопрос
35. Не для нас поповские праздники
36. Марш комсомольца
37. Схема смеха
38. 1-е мая («Свети!..»)
39. 1-е мая («Поэты…»)
40. 1-е мая («Мы!..»)
41. Рабочий корреспондент
42. Универсальный ответ
43. Воровский
44. Это значит вот что!
45. Баку
46. Разве у вас не чешутся обе лопатки?
47. …товарищ Чичерин и тралеры отдаёт и прочее…
48. О том, как у Керзона с обедом разрасталась аппетитов зона
49. Смыкай ряды!
50. Горб
51. Коминтерн
52. Молодая гвардия
53. Издевательство лётчика
54. Итог
55. Авиачастушки
56. Авиадни
57. Нордерней
58. Москва — Кенигсберг
59. Солидарность
60. Уже!
61. Киноповетрие
62. Будь готов!
63. Киев
64. Ух, и весело!
65. Протестую!
66. 9-е января
67. Здравствуйте!
68. Дипломатическое
69. Буржуй, — прощайся с приятными деньками — добьем окончательно твердыми деньгами
70. Твердые деньги — твердая почва для смычки крестьянина и рабочего
71. Комсомольская
72. На учёт каждая мелочишка (пара издевательств)
73. Два Берлина
74. Юбилейное
75. Пролетарий, в зародыше задуши войну!
76. Севастополь — Ялта
77. Владикавказ — Тифлис
78. Тамара и Демон
79. Гулом восстаний, на эхо помноженным
80. Прочь руки от Китая!
81. Хулиганщина
82. Селькор
83. На помощь
84. Посмеемся!
85. Флаг
86. Третий фронт
87. Рабкор («Ключи счастья» напишет…)
88. Рабкор (Лбом пробив безграмотья горы…)
89. Немножко утопии про то, как пойдет метрошка
90. Два мая
91. Май
92. Красная зависть
93. Ялта — Новороссийск
94. Выволакивайте будущее!
95. Даёшь мотор!
96. О. Д.В. Ф.
97. Вот для чего мужику самолёт
98. Радио-агитатор
99. Частушки о метрополитене